# 俺の妹がこんなに可愛いわけがない ポータブル
『俺の妹がこんなに可愛いわけがない ポータブル』（おれのいもうとがこんなにかわいいわけがない ポータブル）は、伏見つかさによるライトノベル『俺の妹がこんなに可愛いわけがない』を原作とするキャラクターゲームで、制作をガイズウェアが担当し、バンダイナムコゲームスから2011年1月27日に発売された日本のアドベンチャーゲーム。
2012年5月17日には、続編としてPSP用AVG『俺の妹がこんなに可愛いわけがない ポータブルが続くわけがない』（おれのいもうとがこんなにかわいいわけがない ポータブルがつづくわけがない）が発売された。2013年7月4日には「PSP the Best」としてダウンロード版とともに値下げされた。2013年10月18日には『俺の妹がこんなに可愛いわけがない ポータブルが続くわけがない』のDisc2の内容を収録した『俺の妹がこんなに可愛いわけがないポータブルがアプリで続くわけがない』がiOS端末用に配信された（2016年5月30日にサービス終了）。
略称は『俺の妹P』。

## 概要
本作の原作であるライトノベル『俺の妹がこんなに可愛いわけがない』は、垢抜けていて勝ち気だが隠れオタクという秘密を持つ妹と、不仲だった妹の秘密を知ったことから、妹が「人生相談」と称して持ちかけてくるトラブルを解決するために奮闘する兄との関係の変化を描いていくホームコメディ作品。電撃文庫より2008年8月から出版されており、2010年10月から12月にかけては同作を原作とするテレビアニメ版が深夜アニメとして放送された。
本作は、原作の設定や登場人物を基に、主人公である兄が妹以外の登場人物からも「人生相談」を受けるというもので、ゲーム独自の物語をマルチエンディング形式で描くものとなっている。ゲームジャンルは「相談奮闘Liveアドベンチャー」と銘打たれている。
数量限定生産版「“俺の”妹と恋しよっ♪ボックス」と通常版「ずっとこのまま♪パック」の2種類がリリースされ、このうち数量限定生産版には、特典としてもう1本のゲームソフト『俺の妹めいかあEX いもうとと恋しよっ♪ぽーたぶる』が付属する。
原作者の伏見は登場人物のうち、高坂桐乃と黒猫のシナリオに監修という形で関わったほか、新垣あやせと来栖加奈子のシナリオを自ら担当しており、小説1冊分程度の分量の原稿を書き下ろしている。ゲーム版では原作とは異なる形の、独自に完結する結末も描かれる。

## ストーリー
物語は原作における作中2年目、高坂京介が高校3年生の夏休みを控えた、原作では第6巻以降に該当する時期のエピソードとして描かれる。アニメ版には原作と異なり桐乃がアメリカ留学を断念するという結末を迎えたテレビ放送版の "GOOD END" と、もうひとつの結末である "TRUE END" の2通りの結末が描かれるが（詳細は「俺の妹がこんなに可愛いわけがない#テレビアニメ」を参照）、本作は "GOOD END" からは続く内容ではなく、原作において桐乃が留学先から連れ戻された後の物語となっている。
ゲームの内容としては、修学旅行から帰宅した京介が、知り合いたちの様子がどこか不自然なことに気が付き、桐乃らの相談に乗るという導入となっている。

## 登場人物
本作では、ifルートとして加奈子、いわお、浩平といったサブキャラクターのルートも設けられている。
高坂 京介（こうさか きょうすけ）
原作の主人公であり、本作のプレイヤーキャラクター。平凡であることを美徳と捉えている高校生。妹の桐乃とは喧嘩の絶えない仲だが、同時に大切な家族とも認識しており、彼女が「人生相談」と称して持ちかけてくる様々なトラブルを解決するため奔走してきた。他人の好意を読み取るのは不得手。
高坂 桐乃（こうさか きりの）
原作のヒロインであり、京介の妹。ギャル系の美少女で、中学生ながら萌え系のアニメや美少女アダルトゲームを愛好する隠れオタクという一面を持つ一方、家の外では様々な分野で非凡な才能を発揮している。プライドが高く、京介に対しては常に喧嘩腰だが、単に嫌っているだけであるとも、実は好意の伝わっていないツンデレであるとも示唆されている。
黒猫（くろねこ）
高坂兄妹のオタク仲間の少女で、原作における作中2年目以降における京介の後輩。しばしば現実とフィクションを混同するかのような言動を発し、また毒舌家でもある。並外れた動体視力を持ち、アクション性のあるゲームが得意。
沙織・バジーナ（さおり・バジーナ）
高坂兄妹のオタク仲間の少女。皆のムードメーカーとして、同好の士の前では野暮ったい格好やオタクっぽい喋りを装っているが、実は眼鏡を外すと美人で、大金持ちのお嬢様。趣味はガンプラやレトロゲームなど多岐に渡る。
田村 麻奈実（たむら まなみ）
和菓子屋「田村屋」の娘。京介の幼馴染で、彼とは家族同然の付き合いがある一方、桐乃からは嫌われている。あやせとは知り合い。
新垣 あやせ（あらがき あやせ）
桐乃とは中学校の同級生。桐乃とはモデルの仕事の上での交流もあり親友同士でもあるが、オタク趣味には病的な嫌悪感を抱いている。過去の出来事の積み重ねから、京介のことをシスコンの変態であると誤解しており、京介もまた彼女の前では下心をあらわにして変態を演じてしまう。麻奈実とは知り合い。
ifルートではヤンデレ化する。シナリオの担当は原作者の伏見つかさ。
高坂 大介（こうさか だいすけ）
高坂兄妹の父親。職業は警察官。かつてはオタク趣味を子供に悪影響を及ぼすものと考えていたが、京介の懇願を経た後は桐乃が隠していた趣味を黙認している。
高坂 佳乃（こうさか よしの）
高坂兄妹の母親。専業主婦。
田村 いわお（たむら いわお）
麻奈実の弟。あだ名は「ロック」。桐乃と同い年の中学生だが、学校は異なる。
赤城 浩平（あかぎ こうへい）
京介や麻奈実の同級生の男性。重度のシスコンであるため、オタクで腐女子な妹の趣味には理解がある。
来栖 加奈子（くるす かなこ）
桐乃とは中学校の同級生の少女。オタクを見下しており、桐乃のオタク趣味については知らされていないものの、その間接的な影響を受ける形でコスプレアイドルの仕事をしている。

## システム

### O.I.U.システム
キャラクターの立ち姿のイラストに動きや視点移動の表現を与える画像技術を、登場人物との会話システムに組み込んだもので、O.I.U.システムとは「O（俺の）I（妹がこんなに）U（動くわけがない）システム」の略称とされる。原作ライトノベル中で作中アニメの動きを形容する表現として用いられていた「ぬるぬる動く」というフレーズが、本作の宣伝にも用いられている。
本作と同じくガイズウェアの制作による『涼宮ハルヒの約束』や『とらドラ・ポータブル!』が、平面のイラストを動かすための技術としてソニー木原研究所の開発によるモーションポートレートを採用していたのに対し、本作では株式会社サイバーノイズ（現株式会社Live2D）が開発した「Live2D」が採用されており、この技術を用いたゲームソフトは本作が初であるとしている。なお「Live2D」はそれまで採用自体がほとんど無く、サイバーノイズ自体も経営が悪化していたものの、人気作のゲームに技術が採用されたことで注目を浴びたことが、経営危機を脱するきっかけとなった。

### ゲーム上での会話
プレイヤーは登場人物と会話内容や、画面上の表情の変化を追いながら、選択肢の表示に合わせてリアルタイムで合いの手（ツッコミ）を入れることができる。これによりプレイヤーは会話に介入したり無視して聞き流したりすることができ、結果として展開が分岐するものとなっている。
また、作中で手に入れたアイテムを使用したり、使うアイテムを選んだり何も使わなかったりすることでも、展開が分岐する。

### ifルート
特定の条件を満たすことで、原作における基本設定の枠組みを逸脱した展開が繰り広げられる「ifルート」も用意されている。

## 主題歌・挿入歌
オープニングテーマ「irony」
作詞・作曲・編曲 - kz / 歌 - ClariS
2010年に放送されたテレビアニメ版と共通のオープニングテーマ曲。
エンディングテーマ「SECRET×2」
編曲 - D.Noriyuki、作詞 - Nachiko
ニコニコ動画上で行われたテレビアニメ版エンディング曲の公募の際に一般公募曲として投稿され、本作のテーマ曲として採用された。

## 俺の妹めいかあEX いもうとと恋しよっ♪ぽーたぶる
本作の数量限定生産版に、もう一本のゲームとして同梱される特典ゲームソフト。原作において物語の発端に関わるアイテムとして登場する劇中ゲーム『妹めいかぁEX Vol.4 妹と恋しよっ♪』の内容をモチーフに、原作に登場する主要な女性キャラクターたちが、主人公の妹という設定を与えられて登場するという内容になっている。
作中の設定では桐乃を含めた全員が義理の妹となっている。育成システムはスロットマシンを模したものとなっている。

## 他作品とのコラボレーション
原作の担当編集者が同じで同時期のアニメ化か行われていることもあり、メディアミックス展開において複数のコラボレーションが行われている『とある魔術の禁書目録』とは、本作でもコラボレーションを行っている。具体的には、本作の登場人物が『とある魔術の禁書目録』シリーズのコスプレ姿で登場する「着せ替えブロック崩し」のミニゲームが収録されている。
そのほか、ゲーム冒頭の導入場面において、登場人物たちが実在のゲーム『ゴッドイーター バースト』をプレイする場面があり、同作のプレイムービーが作中に登場する。

## 俺の妹がこんなに可愛いわけがないiP
ゲームの発売に先駆けての2010年12月4日には、iPhoneおよびiPod touch用のアプリケーション『俺の妹がこんなに可愛いわけがないiP』がApp Storeにて配信された。画面上の桐乃が時間を知らせたり、タップやフリックといった操作に反応したりするという内容で、Live2D技術を用いた「O.I.U.システム」によって動くキャラクターをiPhoneで先行体験できるという内容になっている。また、2月上旬には本アプリのバージョンアップが予定されており、アップデート内容は、目覚ましやスケジューラ、Twitter機能、追加キャラクターの黒猫である。黒猫を追加するには450円（税込）を支払う必要があるが、目覚まし、スケジューラ、Twitter機能の追加は無料となっている。2月23日より、バージョンアップ版の配信がApp Storeにて開始された。
2010年12月6日付のiPhone/iPod Touch向け無料ソフトダウンロードランキングで1位を獲得し、2011年2月時点で25万件。がダウンロードされたことが発表されている。
2014年3月30日に配信およびサポート終了。